# Ludolf König von Wattzau

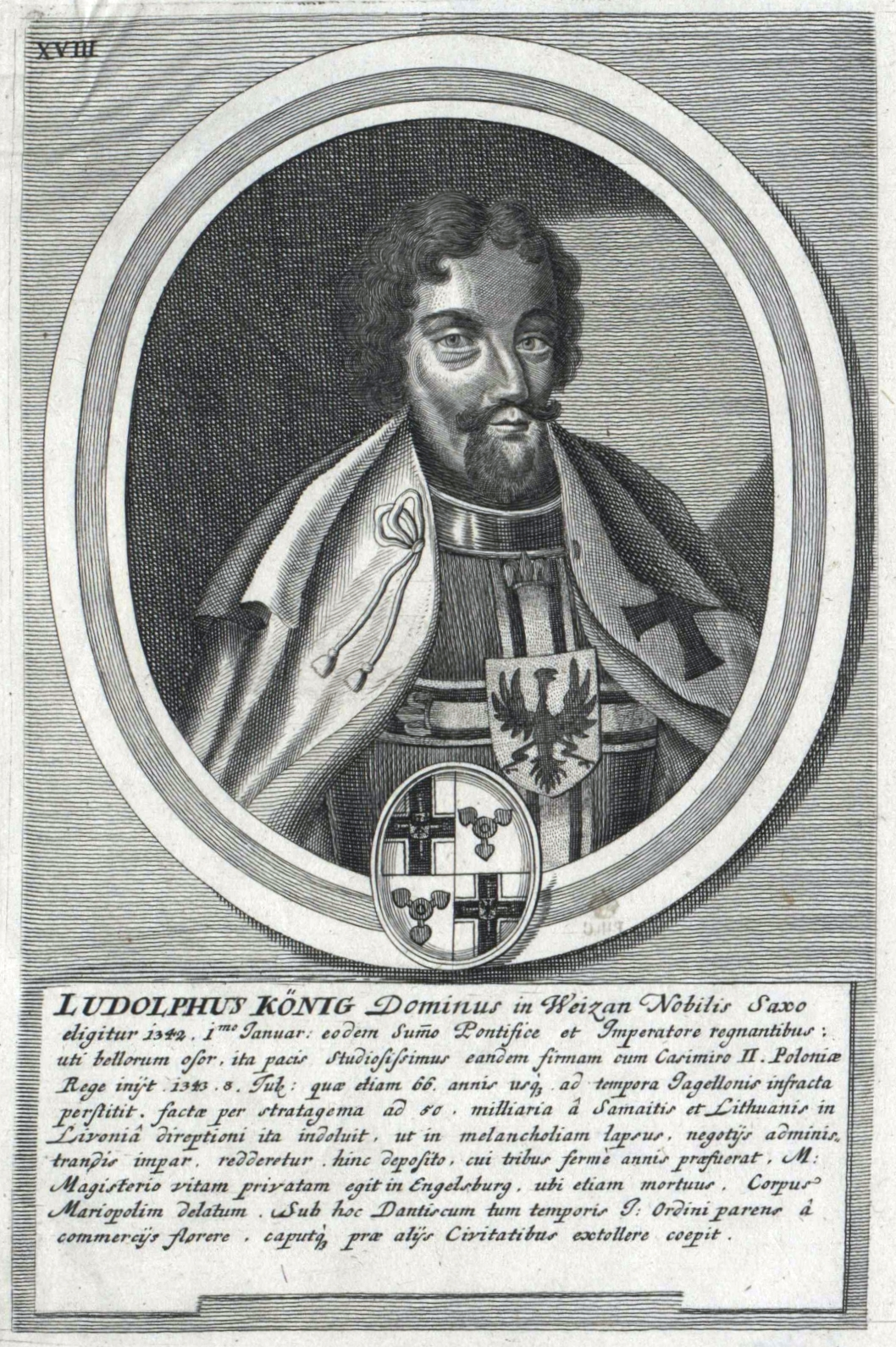
Ludolf König von Weizan

Hochmeisterwappen Ludolf Königs von Wattzau

Ludolf König von Wattzau (* zwischen 1280 und 1290; † 1348 in Engelsburg) war von 1342 bis 1345 der 20. Hochmeister des Deutschen Ordens. Er entstammte einem sächsischen Adelsgeschlecht.

## Leben
Ludolf König von Wattzau, auch geschrieben als Weizau, war von 1331 bis 1338 oberster Tressler (Finanzmeister) des Deutschen Ordens. 1338 wurde er Großkomtur und erschloss in großem Umfang die Region von Marienburg. Im Januar 1342 wählte ihn das Ordenskapitel zum Hochmeister.
Nach beharrlichen Bemühungen der Ordensdiplomatie um einen friedlichen Ausgleich mit Polen mit Unterstützung der Päpste Johannes XXII. und Clemens VI. sowie der Bischöfe von Krakau, Meißen und Kulm, erfolgte am 8. Juli 1343 die Unterzeichnung des Vertrags von Kalisch mit dem polnischen Königreich.
Wie viele Hochmeister vor ihm führte er einen Kriegszug gegen das Großfürstentum Litauen. Vergeltungsmaßnahmen der Litauer 1345 verursachten großen Schaden in Preußen und stürzten Ludolf König laut einigen Ordenschroniken in eine psychische Erkrankung. Er trat als Hochmeister zurück und wurde Komtur von Engelsburg. Nach den Chroniken erholte er sich wieder von seiner Depression, starb aber bereits in 1348.
Beigesetzt wurde Ludolf König von Wattzau ursprünglich in der Sankt Annenkapelle der Marienburg. Im Mai 2007 entdeckten Archäologen in einer Krypta unter dem Presbyterium des Doms in Marienwerder (ehemaliges Westpreußen) Wattzaus Sarg. Zusammen mit seiner letzten Ruhestätte wurden auch die sterblichen Überreste zweier weiterer Hochmeister aufgefunden, nämlich von Werner von Orseln und Heinrich dem Älteren von Plauen.
Nach dendrochronologischen Untersuchungen des für die Särge verwendeten Holzes sowie nach DNA-Analysen der Knochenreste steht zu 96 % fest, dass es sich um die genannten Personen handelt.